# Томашувка (Замойський повіт)
Томашувка (пол. Tomaszówka) — село в Польщі, у гміні Комарув-Осада Замойського повіту Люблінського воєводства.
Населення — 119 осіб (2011).
У 1975-1998 роках село належало до Замойського воєводства.

## Демографія
Демографічна структура станом на 31 березня 2011 року:
|          | Загалом | Допрацездатний вік | Працездатний вік | Постпрацездатний вік |
| -------- | ------- | ------------------ | ---------------- | -------------------- |
| Чоловіки | 63      | 11                 | 38               | 14                   |
| Жінки    | 56      | 8                  | 32               | 16                   |
| Разом    | 119     | 19                 | 70               | 30                   |